# Bulma
Pour les articles homonymes, voir Bulma (homonymie).
 (janvier 2023).
- Si vous ne connaissez pas le sujet, laissez ce bandeau (vous pouvez alors contacter les auteurs).
- Si vous supprimez le contenu mis en cause (vous pouvez préalablement contacter les auteurs),

argumentez précisément cette suppression dans la page de discussion
(un manque de référence n'est pas un argument ; une recherche réelle de référence doit avoir été effectuée, être formellement documentée).
Bulma (ブルマ, Buruma) est un personnage de fiction créé par Akira Toriyama dans le manga Dragon Ball en 1984. Elle apparaît pour la première fois le 20 novembre 1984 dans le premier épisode de Dragon Ball, publié dans Weekly Shōnen Jump. Elle y fait la rencontre du héros Goku et le recrute comme garde du corps pour voyager et partir à la quête des Dragon Balls en vue de réaliser ses vœux. Elle se mariera plus tard avec le Prince Vegeta, qui était d’abord son ennemi, mais qui deviendra plus tard son mari. Elle aura un fils avec lui, nommé Trunks, et une petite fille du nom de Bra.
Les fans japonais ont élu Bulma le dix-septième personnage le plus populaire de la série dans un sondage de 2004.

## Création et conception
Bulma est vaguement inspirée du personnage de Tang Sanzang, du roman classique chinois La Pérégrination vers l'Ouest.
Bulma et Goku ont été les premiers personnages introduits dans l'oeuvre de Dragon Ball. Akira Toriyama a déclaré qu'il avait ensuite introduit d'autres personnages par paire car il estimait qu'il n’était pas bon d'insérer trop de narration. En supposant que Goku et Bulma sont représentatifs. Il a ensuite ajouté qu'en tant qu'enfant, Goku ne sait rien du monde, donc sans Bulma, il serait un personnage banal.
L’auteur a également affirmé que lorsque la série a débuté, son éditeur à l’époque, Kazuhiko Torishima souhaitait que Bulma et Goku nouent une relation amoureuse.

## Biographie fictive

### 739
L'an 739, dix ans avant les événements de l'empereur Pilaf Saga, Bulma, âgée de cinq ans à peine, visite l'île de sa famille, Omori. Bulma aide à réparer le vaisseau spatial de Jaco sans qu'aucun d'entre eux ne s'en aperçoive. Elle démontre une grande intelligence qui impressionne à la fois Jaco et Omori. Bulma porte avec elle un pistolet laser conçu par elle-même et dit qu'elle l'a fabriqué parce qu'elle pensait que Jaco était un extra-terrestre diabolique.
Dix ans plus tard, Bulma a obtenu son diplôme universitaire et trouve dans son grenier un Dragon Ball (2 étoiles). Personne ne sachant de quoi il s'agit, Bulma fait ses propres recherches et découvre qu'il existe au total 7 boules capables, une fois réunies, d'exaucer n'importe quel voeu.

### Dans le présent et première quête des Dragon Balls l'an 749
Bulma est une jeune adolescente de 16 ans lorsqu'elle découvre la légende des Dragon Balls. Alors en vacances scolaires, elle décide de partir à la recherche des boules afin de réaliser son vœu le plus cher : au début, elle voulait avoir une tonne de fraises. Mais elle finit par se dire qu'elle préférait avoir un fiancé. Équipée d'un radar qu'elle a fabriqué, elle part à la recherche des sept Dragon Balls. Le radar l'amènera au propriétaire de la boule à quatre étoiles : Son Goku. Ensemble, ils partent à la recherche des cinq autres Dragon Balls (elle en possédait déjà 2 avant sa rencontre avec Son Goku). Au fur et à mesure de cette quête, Bulma et Goku rencontrent Kame-Sen'nin après avoir trouvé sa tortue de compagnie ; Oolong, un cochon capable de changer de forme et qui terrorise un village ;  Yamcha et son compagnon, un chat à la silhouette changeante. Bulma et Yamcha commencent une relation.
Après leur quête, Bulma et Yamcha retournent en ville mais la relation entre ces deux fortes personnalités est plus que houleuse. Sur le chemin du retour, leur avion s'écrase dans une jungle où ils sont contraints de marcher. De retour à West City, Bulma et Yamcha commencent à se fréquenter. Elle encourage Yamcha tout en le regardant vaincre tout un dojo de combattants pour s’entraîner en vue du prochain tournoi mondial des arts martiaux . Pendant ce temps, Bulma décide d'aller rendre visite à Goku à Kame House mais constate que la maison a été déplacée dans un autre endroit. Bulma devient furieuse quand Yamcha quitte West City pour s’entraîner à l’état sauvage, Bulma se fait presque écraser par un camion mais elle est sauvée par le retour de Yamcha.

### 750

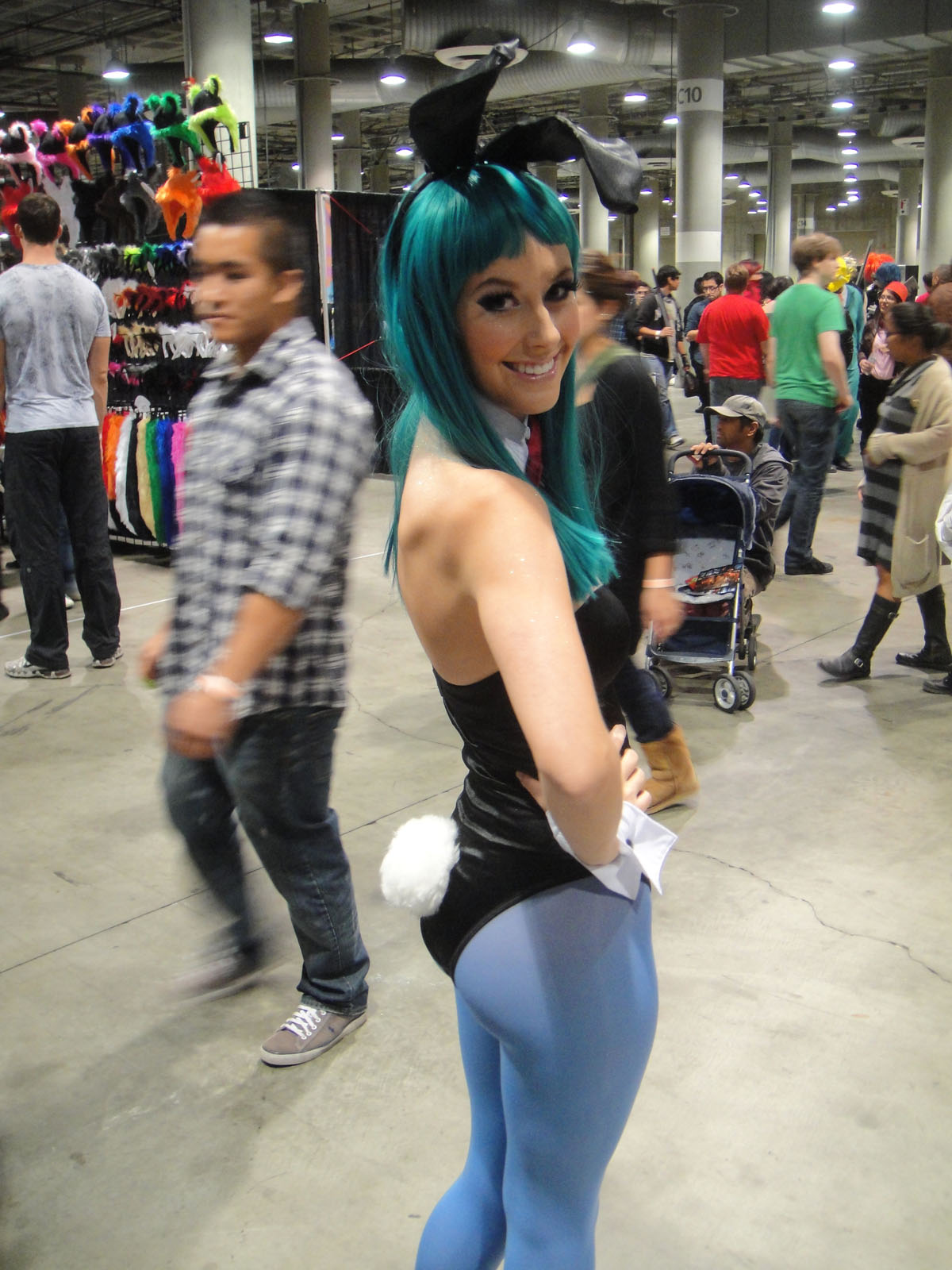
Cosplay de Bulma en Playboy Bunny à la Comikaze Expo 2011, à Los Angeles.

Bulma retourne à West City et continue d'aller à l'école secondaire. Elle commence à ne pas aimer Yamcha en raison de sa popularité auprès des autres femmes.
Goku retrouve Bulma devant son domicile à Capsule Corporation un jour où elle a terminé l'école et est rentrée plus tôt. Goku a demandé à Bulma de réparer le radar Dragon qui s'était brisé en voyageant. Se sentant ennuyée par la vie à West City, elle décide de rejoindre Goku et de partir en quête des Dragon Balls. Avant que Goku soit arrivé, elle avait fabriqué un nouvel appareil, le Micro Band, afin de pouvoir se contracter et voyager avec lui dans sa chemise alors qu'il était sur le Kinto-Un. En voyageant à travers la ville, Goku et Bulma rencontrent Yamcha, Oolong et Puar, qui décident de les accompagner au pays des rêves. Après quelques périples, elle voit Yamcha tenant une autre femme. En colère contre Yamcha pour son « infidélité », Bulma le frappe avec un pot, l'assomme et permet à Haski de s'échapper. Après que Goku ait attrapé Haski, Bulma rompt officiellement avec Yamcha et se rend avec Goku pour trouver les Dragon Balls.
Bulma repart avec Son Goku de nouveau à la recherche des Dragon Balls et est confrontée à l'armée du Red Ribon, deux avions pourchasse et commence à tirer sur Bulma, mais Goku passe juste à temps pour vaincre les soldats et la sauver. Voyant que la dragon ball était très profonde sous l'eau, ils se rendirent à Kame House voir Maître Roshi et obtinrent un sous-marin en échange de son micro band (pour des raisons pervers de la part de Roshi). Alors qu'ils cherchaient dans l'océan, ils ont été poursuivis par le sous-marin du général Blue dans une caverne de pirates qui contenait un trésor caché. Lorsque le Général Blue utilisa sa télékinésie sur Goku, Bulma tenta de séduire le général Blue, mais cela échoua car ce dernier ne s'intéressait pas aux femmes. Après que Goku ait pu vaincre le général Blue, de retour à la surface, Bulma montre à Krillin et à Goku qu'elle a caché un diamant du trésor dans son caleçon pendant qu'ils étaient encore à l'intérieur. Bulma a pris le diamant pour rembourser Tortue Géniale pour ne pas avoir rendu son sous-marin.

### 761
Après cinq ans de paix, Bulma est avec Krillin et Tortue Géniale, à la Maison Kame, lorsque Goku arrive et présente à ses amis son enfant, Gohan, choqués par cette information. Bulma voit également le frère de Goku, Raditz, arriver sur Terre pour rechercher Goku, et révéler qu'il est un Saiyan nommé Kakarot, qui n'a pas réussi à exterminer la population de la Terre étant un enfant.

### 763

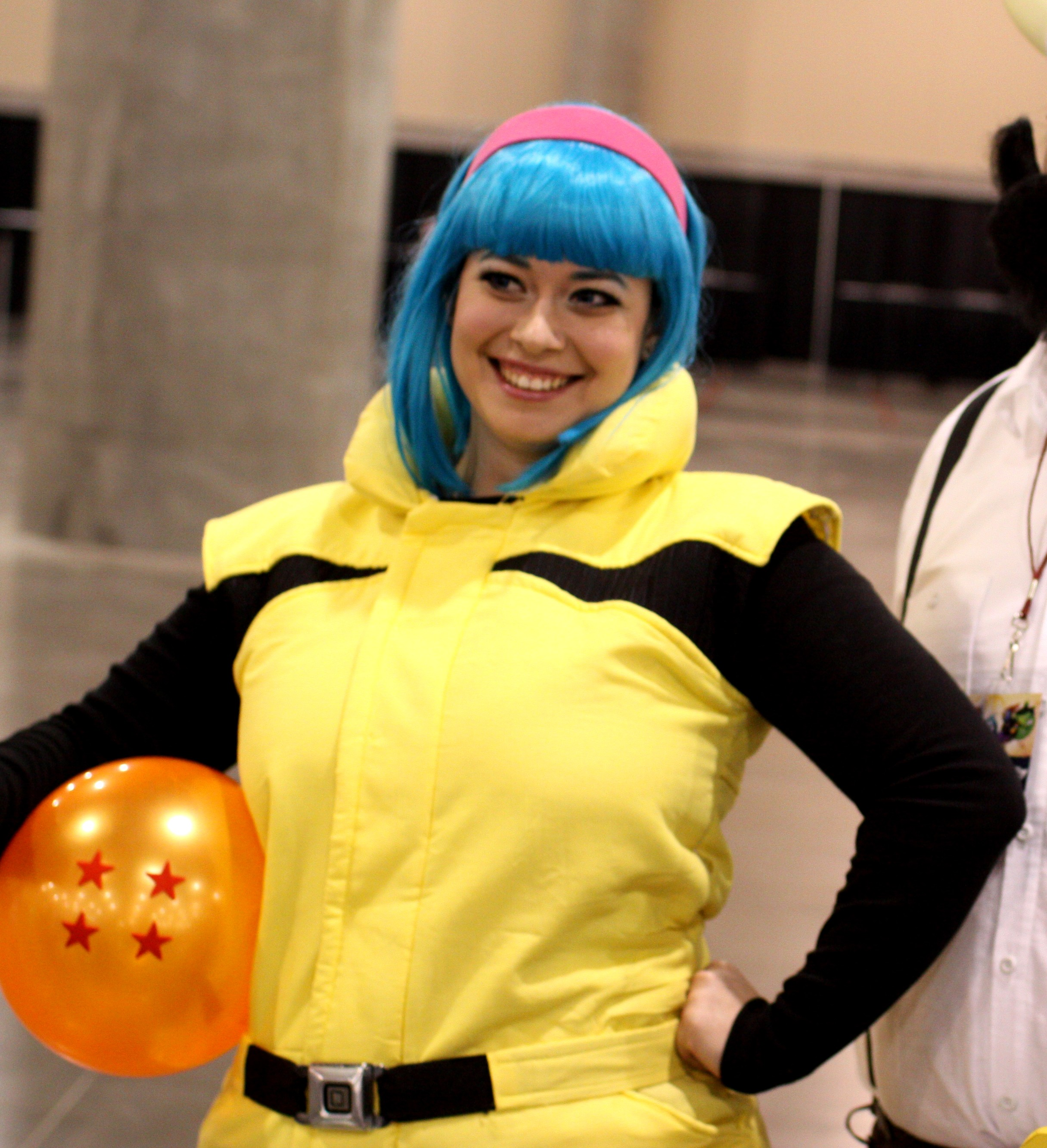
Cosplay de Bulma dans sa tenue sur Namek et tenant une Dragon Ball, à la Phoenix Comicon 2012, en Arizona.

Bulma prête régulièrement main-forte à Son Goku. Très intelligente, elle est capable de créer de nombreuses machines et gadgets. Jusqu'à un vaisseau spatial à bord duquel Son Goku part pour Namek à la recherche d'autres Dragon Balls encore plus puissantes. Il la rejoindra sur Namek. C'est sur cette planète qu'elle fera la connaissance de Vegeta qui est alors son ennemi. Zabon, l'un des principaux hommes de main de Frieza. Elle admire son apparition et son physique avant la terrible révélation de sa seconde forme, qui finit par l'effrayer.
Plus tard, Bulma se fait arracher brièvement le corps par le capitaine Ginyu, laissant son âme emprisonnée dans le corps d'une grenouille Namekian que Ginyu avait arrachée par erreur lors de son conflit avec Végéta. Elle retrouve ensuite son corps lorsque Gohan s'immisce dans la tentative de changement de corps du capitaine Ginyu envers Piccolo en jetant la grenouille de Bulma entre Ginyu et Piccolo.
Après un vœu fait à Porunga, le dragon éternel de Namek, transporte sur Terre tous les êtres vivants sur la planète Namek, à l'exception de Goku et Frieza, Lorsque les habitants de Namek sont tous téléportés sur Terre, Bulma les accueille chez elle. Vegeta en fait partie, ce qu'il le laisse perplexe quand elle l'appelle « mignon ».
Dans la série animé, couvrant la période entre l’arrivée de Trunks et la saga des androïdes, on montre Bulma qui se comporte avec inquiétude à l’égard de Végéta, constamment préoccupé par son bien-être et le surmenage, surtout quand il finit par faire exploser la chambre de gravité en raison de sa négligence. Alors que Bulma tend la main à Vegeta blessé et à peine conscient, le rassurant qu'il est puissant et qu'il n'a pas besoin de se torturer pour prouver sa valeur aux autres, Yamcha bouche béant devant le duo, son expression mêlant incrédulité et jalousie. Bulma reproche ensuite à Végéta d'avoir poursuivi son entraînement intense, peu de temps après qu'il se remette à peine de l'incident susmentionné, mais celui-ci l'en éloigne brutalement, d'une manière qui lui fait clairement du mal.
Cependant, Bulma rompt avec Yamcha en raison de son incapacité à s’engager envers elle, parce que leur relation commençait par se baser sur la solitude. En conséquence, lorsque Bulma donne naissance à un petit garçon nommé Trunks, cela ne les rapproche pas et ils se disputent fréquemment, ce qui les amène à se séparer.
Bulma finit par tomber amoureuse de Vegeta même si lui va mettre plusieurs années avant d'avoir de l'affection pour elle. Grâce à Bulma, Vegeta s'adoucit et finit par rejoindre le clan des amis de Son Goku. Bulma et Vegeta ont un enfant : Trunks, qui viendra du futur pour les prévenir des évènements à venir.

### Dans le futur alternatif
Dans la chronologie future alternée, Bulma survit à l'assaut des androïdes. Bulma vit sur l'ancien site de Capsule Corp, essayant de construire une machine à remonter le temps. Elle est très protectrice vis-à-vis de Trunks et déteste l’idée qu’il se batte, mais elle lui permet néanmoins de remonter dans le temps pour remonter la machine à remonter le temps, d’empêcher les Androïdes et également de fournir à Goku un antidote contre un virus cardiaque qui lui a coûté la vie.
Des années plus tard, elle sera tuée par Black Goku quand celui-ci tentera d'éliminer tous les terriens.

### 774

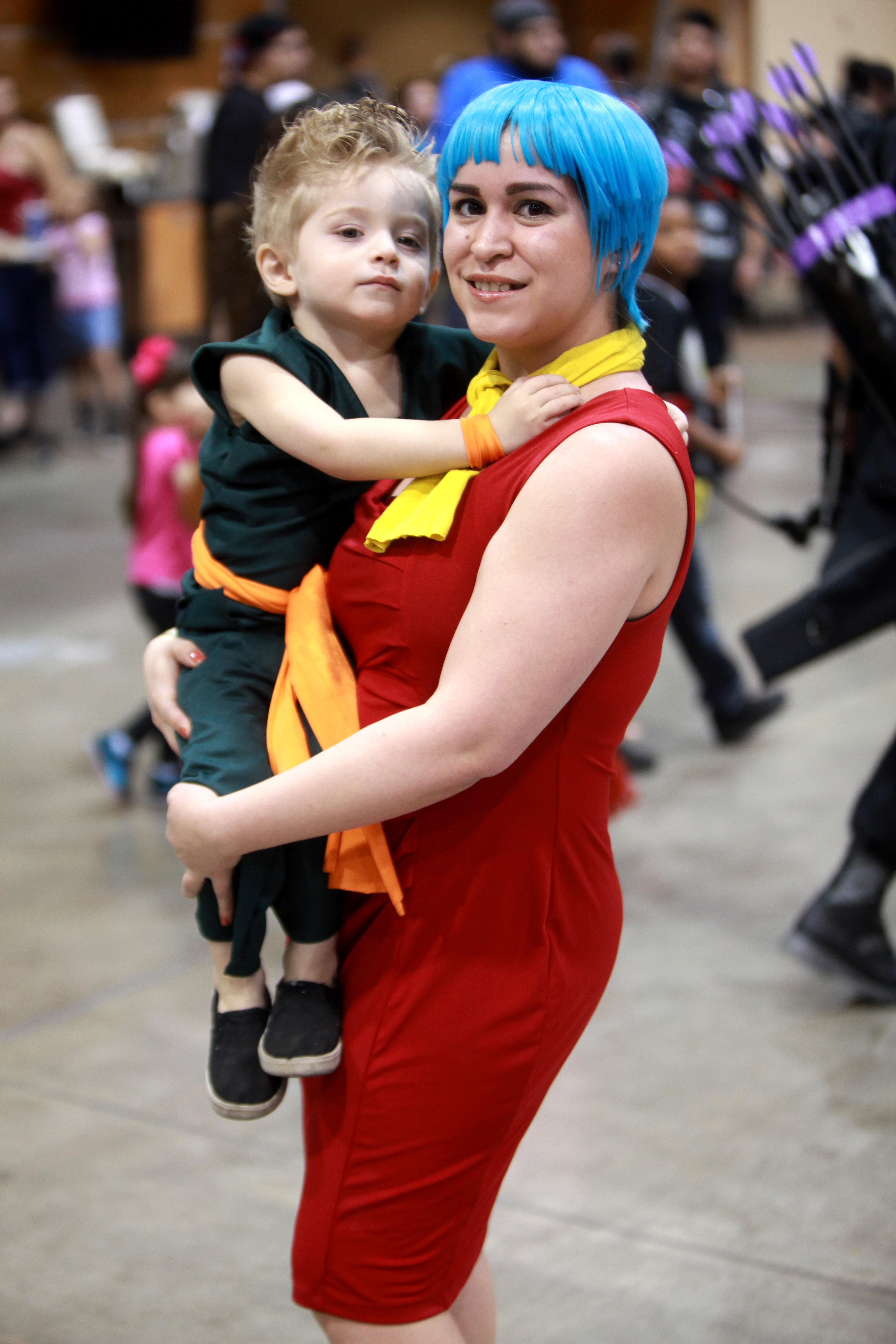
Cosplay de Bulma et de Trunks à la Phoenix Comicon 2014.

Sept ans plus tard, Bulma vit correctement avec Vegeta et leur fils Trunks. À présent, elle et Vegeta sont mariés et ont une meilleure relation. Elle crée un déguisement que Gohan peut utiliser avec sa montre Great Saiyaman tout en luttant contre le crime en tant que protecteur de Satan City. Quand il est annoncé que le défunt Goku va revenir sur Terre pour un jour, elle a 40 ans. Bulma participe en tant que spectateur au 25e tournoi mondial d'arts martiaux, même si elle passe la majeure partie de ce tournoi à se disputer avec Chi-Chi au sujet du mari et du fils qui sont meilleurs. À la fin du tournoi, elle est témoin du massacre impitoyable de centaines de spectateurs par Vegeta après avoir permis au sorcier Babidi de libérer ses pouvoirs intérieurs. Vegeta étant sur le point de frapper Bulma avec l’attaque Big Bang, il a tiré sur la foule, la faisant sombrer dans le chagrin.
Après le tournoi, elle va avec le groupe chercher les Dragon Balls pour ressusciter les citoyens tués par Vegeta. Lorsque Vegeta s'est sacrifié pour arrêter Majin Buu, elle sent que quelque chose lui est arrivé et s’inquiète pour lui. Plus tard, elle se met à l'abri de Majin Buu à la vigie de Kami avec le reste du groupe. Lorsqu'elle est informée du sacrifice de Vegeta contre Buu , Bulma exprime ouvertement ses sentiments à l'égard de Vegeta en s'effondrant de désespoir, reconnaissant qu'elle est véritablement tombée amoureuse de lui après la défaite de Cell. Un jour plus tard, Super Buu trouve tout le monde à l'affût et l'épargne au Palais de Dieu, il utilise son attaque d'extinction humaine pour tuer tous les autres habitants de la Terre.
Lors des combats contre Boo, elle est transformée en chocolat par le monstre. C'est notamment en apprenant sa disparition que Vegeta, fou de rage, accepte finalement de fusionner avec Son Goku pour tenter de vaincre Boo.
Elle aura un deuxième enfant avec Vegeta, une fille du nom de Bra.

### Dragon Ball Super l'an 778
Peu de temps après le conflit avec Majin Buu, Bulma dit à Trunks que si ses produits de beauté ne l’agressent pas, elle les donnera à Videl afin qu’elle garde son visage lisse à mesure qu’elle vieillit. Plus tard, Bulma se rend dans une station balnéaire avec Vegeta et Trunks pour leurs premières vacances en famille. Lors de ses achats pour Trunks, Bulma est surpris que le Vegeta ait choisi sa famille plutôt que de s’entraîner une fois. Elle a mis en doute ses motivations et était ravie que Végéta passe plus de temps avec elles. Elle souligne en outre qu'il a tellement changé depuis qu'il a combattu Buu et qu'il a apprécié leur voyage avant que Végéta ne soit énervé et ne parte plus pour reprendre son entraînement. Malgré cela, après avoir enduré longtemps ses caprices, elle reste reconnaissante et apprécie leur temps passé ensemble.
Bulma organise sa 38e fête d'anniversaire sur un bateau de croisière de première classe (elle a pourtant 45 ans, car elle est née en 733).
Bulma est furieuse contre Boo pour avoir mangé avant le début de la fête. Elle se fâche également lorsqu'elle apprend de Gohan que Végéta et Goku s'entraînent le jour de son anniversaire. En discutant avec Chi-Chi et Android 18, Bulma empêche Tortue Géniale de tenter de lui toucher les seins en le giflant.
Quand Beerus et Whis arrivent, elle les remarque avec Végéta et pense que Beerus et Whis sont ses amis, les emmène avec elle et les présente aux autres invités de la fête, les rejoignant pour scander le nom de Beerus et applaudir. Après que Beerus ait vaincu Buu sur un conflit de boulettes, Gotenks après avoir fusionné et également rapidement vaincu, Bulma prend soin de Trunks une fois la fusion terminée. Elle intervient lorsque Beerus pointe son doigt sur Végéta pour l'exécuter, détournant son attention de Végéta en le giflant et en l'écoutant. Beerus lui rend la pareille en la giflant et elle est assommée, provoquant la colère de Végéta.

### 779
Six mois plus tard, Bulma avait hâte de se faire couper les cheveux dans son salon de beauté lorsque deux voleurs se sont heurtés à sa voiture et l'ont causé une égratignure, ce qui a poussé Bulma, a se mettre en colère. Krillin, qui s'est avéré être le policier à la poursuite des voleurs, remercie Bulma pour son aide, mais lui donne un ticket pour excès de vitesse, à son grand désarroi. En ce moment, son téléphone sonne. Lui et Bulma sont convoqués chez Gohan pour essayer d'aider à régler la situation entre lui et M. Satan avec Chi-Chi, avec Goku et Goten se présentant en même temps. Bulma promet d'aider à calmer Chi-Chi si Krillin se débarrasse de son ticket. Bulma et Chi-Chi comparent le fait que les Saiyans semblent être plus intéressés par les combats que par leur famille, comme le souligne Bulma, Végéta a préféré s’entraîner plutôt que d'assister à la naissance de Trunks. Elle assure à Chi-Chi qu'elle devrait voir le bon côté des choses : Gohan est devenu un érudit avec succès, et même Goku travaille contrairement à Végéta, qui s'entraîne avec Whis depuis six mois sans revenir à la maison.
Quand Goku découvre que Vegeta s'entraînait au château de Beerus et voulait aller aussi, Bulma lui dit qu'il devait attendre qu'ils arrivent à nouveau sur Terre. Désespérée, Goku commence à suivre Bulma et la harcèle au sujet de Whis : à la maison, au travail et même en sortant de la douche! Enfin, Bulma donne un téléphone portable à Goku et lui promet de l'appeler la prochaine fois que Whis se présentera. Chi-Chi supervise cela, alors Goku couvre en lui disant que Bulma et lui organisent une fête surprise pour Pan et qu'ils doivent rester en contact. Finalement, Whis arrive et la rejoint pour le déjeuner dans un restaurant et supporte l'impatience de Goku jusqu'à la fin. Lorsque Chi-Chi et ses fils se présentent pour voir Goku, Chi-Chi révèle que Bulma lui a parlé des projets de Goku avec les Whis. Après que Chi-Chi ait accepté ce fait, Bulma a promis d'organiser une grande fête pour Pan.
Quatre mois plus tard, Bulma retrouve son ami Jaco, qui a des nouvelles du retour de Freezer et son armée qui vont anéantir la Terre et sa population.

## Description

### À propos du nom
Bulma vient du mot bloomers. En japonais, il désigne le short que portent les lycéennes pendant le cours de gymnastique,. C'est pour cela qu'à leur première rencontre, Son Goku lui dit que son nom est bizarre.
Sur le modèle de Bulma, tous les membres de sa famille portent des noms de sous-vêtements : Trunks (« caleçon »), Bra (« soutien-gorge »), etc.

### Famille

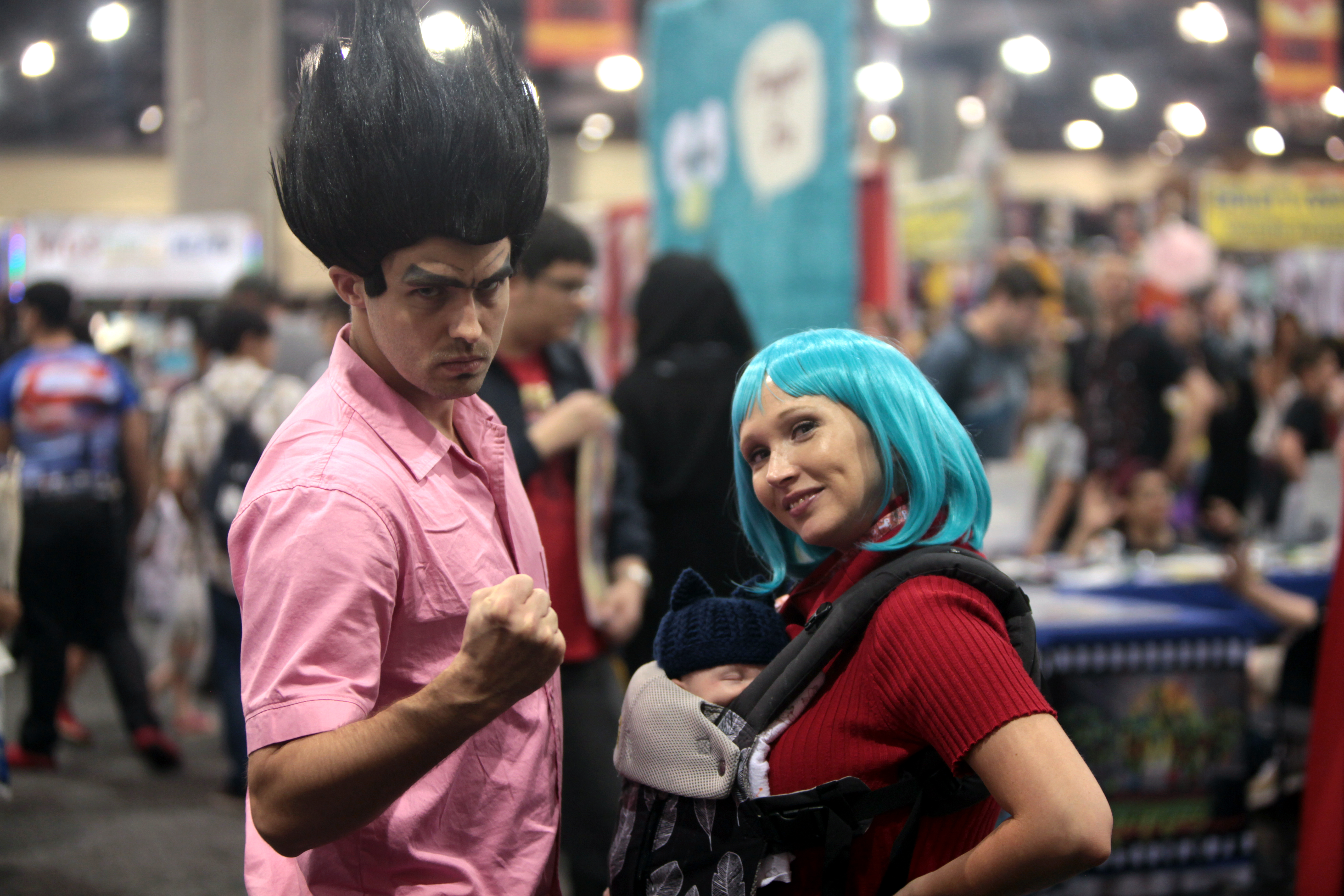
Cosplays de Vegeta, de Bulma et de leur fils Trunks à la Phoenix Comicon 2016.

Elle est la fille de monsieur Brief et madame Brief. Certains OAV tardifs lui ajoutent une grande sœur, Tights Brief, de 13 ans son aînée. Après une relation tumultueuse avec Yamcha, elle se met en couple plus tard avec Vegeta. Par conséquent, Trunks est son fils, Bra sa fille, Vegeta Junior son arrière arrière arrière petit-fils et le Roi Vegeta son beau-père.

### Physique
Bulma est le personnage qui a le plus souvent changé de look au long de la série, autant en termes de vêtements que de coupes de cheveux. Certains en ont comptabilisé pas moins de 17. Sa particularité est d'avoir les cheveux bleus.
Au tout début du manga, elle est habillée de rose et porte une tresse en queue-de-cheval, dans un style très adolescent. Sur ses vêtements, il est constamment écrit son prénom. Durant la quête des Dragon Balls, elle a les cheveux plutôt longs qu'elle laisse détachés, qu'elle protège avec une casquette ou bien encore avec lesquels elle fait une petite queue sur le côté droit. Elle termine l'aventure avec une queue de cheval. Niveau vêtements, on notera le costume de lapin prêté par Oolong, qu'elle troquera rapidement contre de nouveaux vêtements de style arabe dans le village du gang des lapins.
Durant le championnat d'arts martiaux, elle a sa queue de cheval traditionnelle, tandis que durant l'affrontement contre l'armée du Red Ribon, elle est davantage sexy. Elle porte un mini-short, un haut mettant en valeur sa poitrine et son éternelle queue sur le côté.
Trois ans plus tard, on la retrouve avec les cheveux courts à la garçonne au championnat du monde, et dans un style vestimentaire très décontracté.
De nouveau quelques années plus tard, elle devient une femme belle et élégante. Elle porte les cheveux longs et a un look très classe ; de plus, elle porte du rouge à lèvres, ce qui étonne Goku.
Cinq ans plus tard, elle a un look similaire à celui du 22e championnat.
Puis un an plus tard, de nouveau une queue de cheval (un look semblable au début…), puis ses cheveux poussent et elle a une coiffure très BCBG. Coiffure qu'elle devra couper lors de son voyage sur Namek. En belle cosmonaute, elle a les cheveux au carré durant toute sa période Namek, ainsi qu'une combinaison jaune dans laquelle elle n'est pas forcément à son avantage.
De retour sur Terre, elle laisse de nouveau pousser ses cheveux et reprend un look très BCBG durant la saga Garlic Junior (qui ne fait pas partie du manga).
Lorsque Freezer revient sur Terre, elle a une coupe de cheveux de type afro. Son look est celui d'une femme séduisante dans sa robe rouge qui conquerra d'ailleurs le prince des Saiyans.
À l'arrivée des cyborgs, elle a un look de maman moderne, coupe au carré et vêtements classiques.
Puis sept ans après, durant la saga Boo, elle coupe de nouveau ses cheveux pour les avoir très courts. Elle ne porte que des robes la mettant en valeur et l'on voit qu'elle reste une femme séduisante pour son âge. Elle aborde également une combinaison de motarde quand elle travaille dans son laboratoire.
Dix ans après, elle a bien vieilli et garde une coupe de cheveux courte.
Dans Dragon Ball GT, elle a une coupe similaire à celle de la fin de Dragon Ball Z, cependant, elle semble avoir rajeuni et porte la plupart du temps une belle robe jaune et de nombreux bijoux.

### Personnalité
Au tout début de l'histoire, c'est une adolescente de seize ans qui rencontre Son Goku. D'un fort caractère, elle devient sa première amie et le restera tout au long de l'histoire. Durant sa jeunesse, elle oscille entre le romantisme des adolescentes et un côté rusé, insouciant, égoïste ; elle est assez imbue d'elle-même et de ses charmes et manipulatrice, notamment lorsqu'elle s'amuse à donner un bonbon empoisonné à Oolong le pervers pour que celui-ci lui obéisse au doigt et à l'œil (faire la vaisselle, repasser ses vêtements…). Le personnage de Bulma assure une partie du comique de la série. L'adolescente évoluera et se transformera petit à petit en une femme maternelle, posée et courageuse, toujours présente pour ses amis. C'est le personnage qui a le plus changé mentalement et physiquement au long de l'aventure.
Elle est la fille du patron de la Capsule Corp., le professeur Brief. Jeune surdouée, elle a hérité de ses grandes compétences techniques et intellectuelles, ce qui lui permet de créer de nombreux objets, dont le Dragon Radar, un radar capable de détecter les Dragon Balls. Elle deviendra une grande scientifique.
Elle ne possède presque aucune compétence dans les arts martiaux, ce qui ne l'empêche pas de vivre quelques aventures extrêmement risquées, notamment sur Namek où elle subit un tremblement de terre.
Bulma possède également un caractère bien trempé, ce qui effraie parfois ses amis, surtout Son Goku. C'est aussi ce caractère qui lui a permis de changer Vegeta, le rendant plus docile et le faire tomber amoureux d'elle. Et quand Bulma est en colère, il vaut mieux éviter de se mettre sur son chemin, au risque de se prendre un coup. D'ailleurs, Bulma devient la première Terrienne à avoir eu le culot de frapper Beerus, le Dieu de la destruction, lorsque ce dernier la traite d'«horrible mégère».

## Œuvres où le personnage apparaît

### Manga
- 1984 : Dragon Ball
- 2013 : Jaco the Galactic Patrolman

### Séries
- 1986 : Dragon Ball
- 1989 : Dragon Ball Z
- 1996 : Dragon Ball GT
- 2009 : Dragon Ball Z Kai
- 2015 : Dragon Ball Super

### Films
- 1986 : Dragon Ball : La Légende de Shenron
- 1987 : Dragon Ball : Le Château du démon
- 1988 : Dragon Ball : L’Aventure mystique
- 1989 : Dragon Ball Z : À la poursuite de Garlic
- 1990 : Dragon Ball Z : Le Robot des glaces
- 1990 : Dragon Ball Z : Le Combat fratricide
- 1991 : Dragon Ball Z : La Menace de Namek
- 1991 : Dragon Ball Z : La Revanche de Cooler
- 1992 : Dragon Ball Z : Cent mille guerriers de métal
- 1992 : Dragon Ball Z : L’Offensive des cyborgs
- 1993 : Dragon Ball Z : Broly le super guerrier
- 1993 : Dragon Ball Z : Les Mercenaires de l’espace
- 1994 : Dragon Ball Z : Rivaux dangereux
- 1994 : Dragon Ball Z : Attaque Super Warrior !
- 1995 : Dragon Ball Z : Fusions
- 1995 : Dragon Ball Z : L’Attaque du dragon
- 1996 : Dragon Ball : L’Armée du Ruban Rouge
- 2013 : Dragon Ball Z: Battle of Gods
- 2015 : Dragon Ball Z : La Résurrection de ‘F’
- 2018 : Dragon Ball Super : Broly

### OAV
- 2008 : Dragon Ball : Salut ! Son Gokû et ses amis sont de retour !!

### Téléfilms
- 1992 : Dragon Ball Z : Baddack contre Freezer
- 1993 : Dragon Ball Z : L'Histoire de Trunks

### Films live
- 1989 : Dragon Ball, le film : La Légende des sept boules de cristal
- 2008 : Dragonball Evolution

### Jeux vidéo
- 2008 : Dragon Ball: Origins